# Manemusvärri
Manemusvärri är en kulle i Finland.   Den ligger i den ekonomiska regionen Norra Lappland och landskapet Lappland, i den norra delen av landet, 1 000 km norr om huvudstaden Helsingfors. Toppen på Manemusvärri är 301 meter över havet.
Terrängen runt Manemusvärri är huvudsakligen lite kuperad.  Trakten runt Manemusvärri är nära nog obefolkad, med mindre än två invånare per kvadratkilometer. Omgivningarna runt Manemusvärri är i huvudsak ett öppet busklandskap.